# 文城乡 (吉县)
文城乡是中国山西省临汾市吉县所辖的一个乡。1958年设文城公社，1984年复置乡。位于县境西部，距县城30公里，西临黄河与陕西省宜川县隔河相望，面积2218.2平方公里，文城乡共辖9个村委，54个自然村，2477户，10321口人，该乡自然条件优越，是全县苹果优生区之一。有公路连接309国道，各村间有公路相连。

## 历史文化
在晋献公派勃疑追杀重耳时，重耳出逃狄国，有学者指出重耳避难所居地即今天吉县文城乡的同乐村(旧名重落)，此处不仅有确切遗址，又有文物佐证。

## 行政区划
桥头溪乡下辖以下地区：
文城村、房村、古贤村、南村、大圪塔村、柏树村、王家垣村、午生村和青村。